# Rábapaty
Rábapaty is een plaats (község) en gemeente in het Hongaarse comitaat Vas. Rábapaty telt 1756 inwoners (2001).